# ملت شاد (ترانه)
«ملت شاد» ترانه‌ای است که گروه سوئدی ایس آو بیس برای نخستین آلبوم استودیویی‌شان به همین نام ضبط کرده‌است. اولین بار در سال ۱۹۹۲ در اسکاندیناوی منتشر شد و بعداً دو بار در پادشاهی متحده منتشر شد. نخستین حضور این ترانه در جدول تک‌آهنگ‌های بریتانیا در اکتبر ۱۹۹۳ با شمارهٔ ۴۲ بود و پس از آن، دوازده ماه بعد با شمارهٔ ۴۰ وارد جدول شد. «ملت شاد» در سال‌های ۱۹۹۳ و ۱۹۹۴ در جدول تک آهنگ‌های دانمارک، فنلاند، فرانسه و اسرائیل به شمارهٔ یک رسید. در سال ۲۰۰۸ این ترانه توسط ایس آو بیس برای یک مجموعهٔ ریمیکس بازسازی شد.